# 2,4-Dibrombuttersäure
2,4-Dibrombutansäure ist eine chemische Verbindung, die zu den halogenierten aliphatischen Carbonsäuren und den Brombutansäuren gehört. In erster Linie dient sie als Zwischenprodukt in der pharmazeutischen Industrie und zur Synthese von Feinchemikalien.

## Synthese
2,4-Dibrombutansäure kann durch Reaktion von Cyclopropancarbonsäure mit elementarem Brom hergestellt werden.